# Menyanthes trifoliata
Menyanthes trifoliata là một loài thực vật có hoa trong họ Menyanthaceae. Loài này được L. mô tả khoa học đầu tiên năm 1753.
Menyanthes trifoliata mọc ở các đầm lầy và bãi lầy ở châu Á, châu Âu và Bắc Mỹ. Ở phía đông Bắc Mỹ. Đôi khi nó tạo ra các bãi lầy lớn với rễ dày của chúng.
Nó có một hương vị mạnh và đắng đặc trưng.